# Баффало (Західна Вірджинія)
Баффало (англ. Buffalo) — місто (англ. town) в США, в окрузі Патнем штату Західна Вірджинія. Населення — 1211 особа (2020).

## Географія
Баффало розташоване за координатами 38°36′42″ пн. ш. 81°58′54″ зх. д. / 38.61167° пн. ш. 81.98167° зх. д. (38.611799, -81.981558).  За даними Бюро перепису населення США в 2010 році місто мало площу 4,27 км², з яких 3,64 км² — суходіл та 0,64 км² — водойми.

## Демографія
Згідно з переписом 2010 року, у місті мешкало 1236 осіб у 518 домогосподарствах у складі 344 родин. Густота населення становила 289 осіб/км².  Було 568 помешкань (133/км²).
Расовий склад населення:
| - 97,4 % — білих - 0,5 % — чорних або афроамериканців - 0,4 % — азіатів - 0,2 % — корінних американців |

До двох чи більше рас належало 1,1 %. Частка іспаномовних становила 0,7 % від усіх жителів.
За віковим діапазоном населення розподілялося таким чином: 21,0 % — особи молодші 18 років, 61,3 % — особи у віці 18—64 років, 17,7 % — особи у віці 65 років та старші. Медіана віку мешканця становила 42,8 року. На 100 осіб жіночої статі у місті припадало 99,4 чоловіків;  на 100 жінок у віці від 18 років та старших — 99,0 чоловіків також старших 18 років.
Середній дохід на одне домашнє господарство  становив 55 627 доларів США (медіана — 37 115), а середній дохід на одну сім'ю — 69 997 доларів (медіана — 52 313). За межею бідності перебувало 10,2 % осіб, у тому числі 16,3 % дітей у віці до 18 років та 10,3 % осіб у віці 65 років та старших.
Цивільне працевлаштоване населення становило 565 осіб. Основні галузі зайнятості: освіта, охорона здоров'я та соціальна допомога — 25,1 %, роздрібна торгівля — 15,8 %, виробництво — 13,8 %, будівництво — 12,6 %.